# Nagyrákó
Nagyrákó (szlovákul: Rakovo) község Szlovákiában, a Zsolnai kerületben, a Turócszentmártoni járásban. Kis- és Nagyrákó egyesülésével jött létre.

## Fekvése
Turócszentmártontól 13 km-re délre, a Turóc jobb partján fekszik.

## Története
A község területén már az újkőkorban is éltek emberek. A mai település azon a földön keletkezett, melyet IV. Béla a tatárjárás után adományozott Márton nevű hívének és László nevű testvérének, a Rakovszky család őseinek, akik a Sajó melletti ütközetben vele voltak.
1244-ben említik először. 1351-ben „Rakouch”, 1489-ben „Rakov” néven találjuk. A 16. századtól a 20. századig a Rakovszky és más nemesi családok birtoka volt. 1543-ban „Rakowfalwa”, 1622-ben „Rakowa” néven szerepel az írott forrásokban. 1785-ben 40 lakosa volt.
A 18. század végén Vályi András így ír róla: „Nagy Rako, Rakovo. Tót falu Túrócz Vármegyében, Beniczky Uraságnak kastéllyával ékesíttetik, fekszik Szoczóczhoz közel, mellynek filiája, lakosai katolikusok, de leginkább evangélikusok, határbéli földgyei jól termők, réttyei nedvesek, legelőjét a’ sok vakondak rongállya, számos feltúrásai által, valamint Pribótz helységnek legelőjét is, harmadik osztálybéli.”
1828-ban 11 házában 56 lakos élt. Lakói mezőgazdasággal, kézművességgel foglalkoztak.
Fényes Elek 1851-ben kiadott geográfiai szótárában így ír a faluról: „Rákó, (Nagy és Kis), két egymásmellett levő tót falu, Thurócz vmegyében, a Thurócz vize mellett, az első 68 kath., 136 evang. lak., a második (alias Lehotka) 23 kath., 24 evang. lak. termékeny földdel F. u. többen. Ut. p. Thurócz-Zsámbokrét.”
A trianoni diktátumig Turóc vármegye Turócszentmártoni járásához tartozott.
Még a 21. században is Rakovszky néven voltak (vannak) birtokok a telekkönyvben.

## Népessége
| Év:            | 1994. | 2004.    | 2014.   | 2024.    |
| -------------- | ----- | -------- | ------- | -------- |
| Emberek száma: | 242   | 317      | 333     | 398      |
| Eltérés:       |       | +30,99 % | +5,04 % | +19,51 % |

| Év:            | 2023. | 2024.   |
| -------------- | ----- | ------- |
| Emberek száma: | 385   | 398     |
| Eltérés:       |       | +3,37 % |

1910-ben 277 lakosából 204 szlovák, 68 magyar és néhány német anyanyelvű volt.
2001-ben 287 lakosából 284 szlovák volt.
2011-ben 311 lakosából 299 szlovák volt.
2021-ben 381 lakosából 369 szlovák, 2 egyéb és 10 ismeretlen nemzetiségű volt.

## Neves személyek
- Itt született rákói Rakovszky Márton, 16. századi költő, történetíró.
- Itt született rákói Rakovszky Márton, Turóc vármegye alispánja, királyi kamarai tanácsos, költő.
- Itt született 1755. július 17-én nagy-rákói és kelemenfalvi Rakovszky Elek, Szatmár vármegye alispánja, majd királyi tanácsos, a dunáninneni kerület táblabírája.
- Itt élhetett Beniczky Gáspár (1674-1734) II. Rákóczi Ferenc magántitkára.

## Nevezetességei
- 17. századi kúriája eredetileg reneszánsz stílusú volt, a 18. század végén és a 19. század közepén átépítették.
- 18. századi kúriája 1763-ban épült barokk stílusban, a 19. század első felében átépítették.
- Temetőkápolnája a 19. század második felében épült.

## Külső hivatkozások
- Községinfó
- Nagyrákó Szlovákia térképén
- E-obce.sk Archiválva 2007. december 4-i dátummal a Wayback Machine-ben